# Saint-Père-en-Retz
Saint-Père-en-Retz è un comune francese di 4 297 abitanti situato nel dipartimento della Loira Atlantica nella regione dei Paesi della Loira.

## Società

### Evoluzione demografica
Abitanti censiti